# ゆんぼだんぷ
ゆんぼだんぷは、日本のお笑いコンビ。元松竹芸能所属。2020年よりフリー。2023年より100companyとエージェント契約。漫才協会所属。

## メンバー
- カシューナッツ（1986年9月19日（38歳） - ）
本名は加集 剛（かしゅう ごう）。
岡山県出身。血液型はO型。身長173センチメートル (cm)、体重130キログラム (kg)[2]
趣味は料理、釣り（バスフィッシング）[2]。
特技は柔道（初段の資格有り）、相撲、ガス溶接[2]。中学生時代に相撲部に所属し、全国大会に出場。県大会1位にもなり、出羽海部屋からスカウトされたこともあった[3]。しかしこの大会中に相撲部屋見学をした時に、あまりの厳しさを感じて、以後相撲の道に進むのは諦めた[4][5]。
本名の加集剛で2018年11月30日に朝日放送で放送した探偵!ナイトスクープに出演した。「おばあちゃんに聞いた触ると爆発する植物があるので探してほしい」（ガマの穂）と「へそに空気を入れてバンドウイルカの鳴き声を出すネタで使う空気入れの調子が悪いため替えの空気入れを探してほしい」の2件を依頼して前者が採用された。[6]

近年はタイムスリップ B-BOY ゴウとしてDJとしても活動している。

- 藤原 大輔（ふじわら だいすけ、1984年2月25日（41歳） - ）
兵庫県高砂市出身。血液型はA型。身長173cm、体重120kg[2]。
趣味はスノーボード、ハンドボール。スポーツ全般が特技[2]。
自称「大瀬良大地（プロ野球選手、広島東洋カープ所属）似芸人」[7]。
元々標準体型だったが、コンビで後述の音ネタを披露するために2015年から2016年の1年間で35kgほど増量した[8]。力士の生活を真似て1日2食にしながら増量した[9]。
わらふぢなるおのふぢわらこと藤原大輔とは同姓同名同表記。

## 略歴・概説
加集と藤原は2005年に松竹芸能の養成所で知り合う。当時加集はピンで活動、藤原は別の人とのコンビで活動していた。藤原のコンビが解散した後のある日、加集、藤原とあと2人との4人の養成所仲間と飲みに行った時に、法外な料金を支払わされて悔しい思いをしたことから、共通する被害者意識が生まれて意気投合した。2008年1月に「百足」（むかで）のコンビ名で芸能活動を始めるが、「百足は害虫でもあるし、その名前ではちょっとまずいんではないか」と松竹芸能側から難点を指摘されて、2010年1月に現コンビ名「ゆんぼだんぷ」に改名した。コンビ名は、標準体型の藤原がユンボ似で、太っていた加集がダンプカー似であったことから親しい先輩が名付けた。2015年始めに上京し、所属も松竹芸能大阪から松竹芸能東京となる。
大阪に居た頃は漫才や、顔が大きくなる奇術など余興も演じたが、東京に拠点を移した年（2015年）の4月2日に出演した『博士と助手〜細かすぎて伝わらないモノマネ選手権〜』（フジテレビ）で、霧吹きで水を吹きかけたお互いの腹を打ち付け合う「まるで鏡のような水面に雨の雫が一滴落ちる音」や、ヘアムースを互いの腹に塗布して打ち付け合う「一面真っ白な銀世界でフカフカの新雪の上に体ごと飛び込む音」などの音ネタを演じて1位に選ばれ、以後太鼓腹を活かした「癒し音」の音ネタを演じる。ほかに腹を筒で吸い込み鳴らす「スコットランドの自然の中で芳醇な香りのスコッチ・ウイスキーの樽の栓を開ける音」、アルミ板を使っての「1947年、アメリカに突然やって来たUFOが飛行する音」など10数曲がある。この一連のネタが出来たのは2014年秋頃で、二人でサウナに入っている時に仕事が決まった一報を聞き、二人でハイタッチしようとしたら腹が当たって音が出たことが契機となる。ネタは音を先に作り、タイトルは後から付ける。ネタ探しはホームセンターに行って色々な物を腹に当て、良い音が出るかどうか試し続けてネタを作っている。二人とも身長が同じでへその位置も同じであることからネタがやりやすい。
藤原がバチでカシューナッツが太鼓をそれぞれ役割としている。胃が空でないと良い音が出ず、出番前は何も食べず、筋肉を付けないように電車は座席に座るように心がけている。体重が90kgを下回った時は“ゆんぼだんぷ退団”としている。宴会芸は40以上のネタがある。
音ネタでは「音にこだわりが強いカリスマ音職人 大河内・鈴木」というキャラクターで登場することもある。
藤原も肥満体型になったことから2人とも自然と相撲に対する興味がわいているようであり、2人は2017年4月29日と30日に「ニコニコ超会議場所 2017」に出演した際の感想を相撲雑誌に寄せている。カシューナッツの方は、2017年7月場所前の時点でもアマチュア相撲の大会に出場しており競技生活を続けているため、相撲に対するコメントも競技者目線である。
2020年2月29日に松竹芸能を退社し、フリーとして活動することを発表した。
キングオブコントで2015年と2023年に準決勝に進出した。ラヴィットの耳心地いい-1グランプリの決勝に進出して優勝した。
大阪時代はM-1グランプリに参加して2010年に3回戦に進出している。
2024年7月に漫才協会に入会した。

## 海外の活動
2015年のテレビ番組出演時に、バナナマンの設楽からのコメントで、「彼ら世界いけるんじゃない」という言葉で、海外での活動を意識し、外国語でのYouTubeへの動画アップロードや海外での路上ライブなどの活動を始める。
2017年に世界的スター発掘番組「Got Talent」のアジア版「Asia's Got Talent 2」に、2015年大会に出演したタンバリン芸人ゴンゾーの紹介でオーディションを受け、一回戦に出演して準決勝に進出する。
2018年　優勝賞金100万ドル(およそ1億円)のアメリカ版Got Talent「America's got talent」に出演する。一回戦はロサンゼルスで行われ、ステージに登場した当初は怪訝な顔をしていた審査員とオーディエンスも、パフォーマンス後にはスタンディングオベーションをして、一回戦を通過する。
二回戦は新たなパフォーマンスの中で、ゲスト審査員のクリス・ハードウィックをステージに上げ、一緒にパフォーマンスをする。それがオーディエンスに受け、生放送となる準々決勝へ進出する。準々決勝はNBCがアメリカ国内で生放送し、会場はハリウッドのドルビーシアターで行われた。パフォーマンスの途中で審査員4人のうち3人がバツボタンを押し、残る1人がバツを押すと失格となる状態で「Dolphin's love story」のパフォーマンスでスタンディングオベーションを受ける。バツを出した審査員3人のうち、審査委員長のサイモンとメルBがパフォーマンス終了後にバツを取り消すが、準々決勝で敗退する。
しかし、この番組が転機となり、以後さまざまな海外の番組に出演する。
2019年、フランス版のゴットタレント「La France a un Incroyable Talent」に出演し、準決勝へ進出する。
ドイツ版のゴットタレント「Das supertalent」に出演して、予選で審査員全員がイエスとして決勝へ進出する。決勝で新しいパフォーマンスを披露するも優勝は叶わなかった。

## 出演

### テレビバラエティ
- 『ぷっ』すま（テレビ朝日、2011年2月1日）
- あほやねん!すきやねん!（NHK大阪）
- カキューン!!『よゐドル〜真剣アイドル、これが私の生きる道〜』（関西テレビ、2012年1月27日）
- やったね完全GET コンプリ! 〜全部って気持ちイイ〜（関西テレビ、2012年3月10日）
- とんねるずのみなさんのおかげでした・博士と助手〜細かすぎて伝わらないモノマネ選手権〜（フジテレビ）- 第19回（2013年12月26日、カシューナッツのみ）、第20回（2014年7月3日、カシューナッツのみ）、第21回（2015年4月2日、コンビで出演）
- モテモテかんぱにーR25（関西テレビ、2014年6月20日）
- お笑いワイドショー マルコポロリ!（関西テレビ）
- 鶴瓶のうるさすぎる新年会（フジテレビ、2015年1月1日）
- バナナマンの爆笑ドラゴン（NHK総合、2015年4月4日・5月3日）
- 速報!有吉のお笑い大統領選挙（テレビ朝日、2015年4月26日）
- ぐるぐるナインティナイン（日本テレビ、2015年4月30日）「おもしろ荘ゴールデン」
- スッキリ!!（日本テレビ、2015年5月7日）
- 笑卵WAVE（ジェイコムウエスト）
- ウチのガヤがすみません!（日本テレビ、2015年6月7日（サンバリュ）、2015年12月13日、2016年9月18日）
- サガラとキヨトの乃木坂ぷぷぷ（テレビ埼玉、2015年10月25日）
- 家、ついて行ってイイですか?（テレビ東京、2015年11月14日） - カシューナッツのみ
- 30秒芸人（NHK総合、2016年10月15日）
- こそこそチャップリン（テレビ東京）
- 超ハマる!爆笑キャラパレード（フジテレビ）
- ウソのような本当の瞬間!30秒後に絶対見られるTV（テレビ東京）
- 大堀商事小島事業部新人山根（2017年7月16日、2019年1月17日、アイドル専門チャンネルPigoo）
- オールスター感謝祭（TBSテレビ、2019年4月6日）
  - オールスター後夜祭（TBSテレビ、2019年4月7日）
- 水曜日のダウンタウン（TBSテレビ、2022年6月22日、2024年5月29日）「タッグ相撲最強コンビ決定戦」
- ぽかぽか（フジテレビ、2023年1月24日）
- 日本でいちばん明るい賞レース 耳心地いい-1グランプリ（TBS、2023年8月23日[18]）
- SHOW激!今夜もドル箱（テレビ東京、2023年7月19日）

### テレビドラマ
- てっぱん（NHK総合・連続テレビ小説）- カシューナッツのみ
- 必殺仕事人2010（ABCテレビ・テレビ朝日）- 藤原のみ

### 映画
- Jilla（ジラ）（インド映画） - カシューナッツのみ

### ラジオ
- 腹太鼓特番 ～日本一良い音がするお腹を叩いてみたらどんな音がするのか気になる件～（文化放送、2021年10月17日）